# Сульмона
Сульмона (итал. Sulmona, лат. Sulmo) — коммуна и город в Италии, расположена в регионе Абруццо, подчиняется административному центру Л’Акуила.
Население составляет 25 307 человек (на 2005 г.), плотность населения составляет 433,93 чел./км². Занимает площадь 58,32 км². Почтовый индекс — 67039. Телефонный код — 0864.
Покровителем коммуны почитается святой Памфилий из Сульмоны. Праздник ежегодно празднуется 28 апреля.
В 43 г. до н.э. в Сульмоне родился древнеримский поэт Овидий.